# ارواح سیاه
«ارواح سیاه» (به انگلیسی: Souls of Black) آلبومی از تستمنت است که در سال ۱۹۹۰ میلادی منتشر شد.